# Axel Bergman (ingenjör)

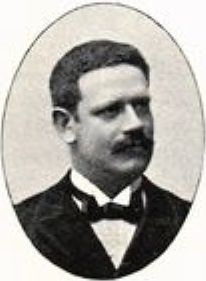
Axel Bergman

Jakob Axel Henning Bergman, född 1 maj 1859 i Jönköping, död 23 december 1918 i Motala Verkstad, var en svensk ingenjör.
Efter mogenhetsexamen 1877 och examen från Chalmerska slöjdskolan 1881, var Bergman konstruktör vid AB Wilhelmsbergs Mekaniska Verkstad i Göteborg 1883–1889, föreståndare för Ekensbergs Varv i Stockholm 1889–1893, konstruktör vid Söderhamns Verkstads- & Varvs AB 1893–1898, delägare i samma bolag och ledamot i dess styrelse 1898, föreståndare för Söderhamns varv, tillhörande sistnämnda bolag, 1898–1902. Han var brandinspektör i Brandförsäkringsbolaget Tor i Stockholm 1902–1905, souschef vid AB Södra Dalarnes Gjuteri & Maskinverkstad i Hedemora 1905–1911, konstruktör vid Göteborgs Nya Verkstads AB 1911–1912 och vid Motala Verkstads Nya AB från 1912.